# 6. Infanterie-Division (Wehrmacht)
Die 6. Infanterie-Division (kurz: 6. ID) war ein Großverband des Heeres der deutschen Wehrmacht.

## Geschichte
Im Zuge der Aufrüstung der Wehrmacht wurde der Divisionsstab unter der Tarnbezeichnung Infanterieführer VI am 1. Oktober 1934 in Bielefeld im Wehrkreis VI gebildet. Am 15. Oktober 1935 erfolgte die offizielle Umbenennung in 6. Infanterie-Division. Die Infanterie-Regimenter wurden u. a. aus dem Infanterie-Regiment 16 der 6. Division der Reichswehr gebildet.
Am 26. August 1939 wurde die Division im Rahmen der 1. Aufstellungswelle mobilgemacht.

### Westwall
Während des Polenfeldzug sicherte beiderseits des Blies-Tales die Westgrenze und wurde dann als Reserve in das rückwärtige Operationsgebiet zwischen Nahe und Mosel im Hunsrück verlegt.

### Westfeldzung
Im Mai 1940 während des Westfeldzug marschierte die Division im Verband des XIII. Armeekorps (16. Armee) durch Luxemburg und Belgien zur Somme. Die Truppen nahmen an der Durchbruchsschlacht an der Somme teil, wobei sich die Division besonders auszeichnete, und stieß zur Seine vor, wo die berittene Aufklärungsabteilung unter Oberleutnant Georg von Boeselager bei Mousseaux schwimmend als erster Truppenteil der Wehrmacht den Fluss überwand, da die Brücken von Les Andelys, Courcelles und Andé gesprengt waren. Die Division verfolgte den weichenden Gegner über die Eure und erreichte, nach weiteren Vormarschkämpfen vor allem bei Marchainville und La Lande, die Loire bei Ingrandes und Montjean.

### Unternehmen Barbarossa
Am 22. Juni 1941 beim Angriff auf die Sowjetunion brach die Division im Rahmen des VI. Armeekorps ostwärts Goldap durch die sowjetischen Grenzbefestigungen, ging hinter dem XXXIX. Armeekorps (mot.) bei Prienai über die Memel, rückte bis zur Düna bei Polozk vor und durchbrach dort die Stalin-Linie. Nach Kämpfen an der Mjesha nahm die Division an den Schlachten bei Wjasma und an der Osotnja teil, eroberte Sytschewka und verfolgte die ausweichenden sowjetischen Truppen über Rschew, Subzow, Pogoreloje nach Stariza. Dort griff die Division über die Wolga in den Raum Glebowo und weiter nach Tma bei Eremkino an. Vor Moskau musste die Division einen fast 30 km breiten Frontabschnitt halten, von dem sie vor der sowjetischen Gegenoffensive nach schweren Verlusten am Tma auf die Königsberg-Stellung zurückgehen musste.

### 1942
1942 folgten Abwehrschlachten im Raum Rschew.

### 1943
Kämpfe am Südufer der Wolga sowie die erfolgreiche Räumung des Frontvorsprungs bei Rschew, bei dem 12 deutsche Divisionen der Einschließung entgingen.
Es folgten Stellungskämpfe am Wopjez, die Banden-Unternehmen „Büffel“ und „Freischütz“ zur Partisanenbekämpfung nordwestlich Brjansk, die Abwehrkämpfe im Raum Dorogobusch, Kämpfe im Raum Podoljan und bei Kutyrki. Im Juli 1943 nahm die Division im Verband des XXXXVII. Panzerkorps am Unternehmen Zitadelle teil.
Bei den Rückzugskämpfen auf die „Hagen“-Stellung nahm die Division, als Nachhut eingesetzt, an der Abwehrschlacht bei Sewsk, an der Desna, am Sosch, im Raum Gomel und am Dnjepr teil. Dann setzte sie sich auf die Desna und weiter zum Sosch ab, wo sie an den Abwehrkämpfen bei Scherebnaja und Nekrassow teilnahm.

### 1944
Anfang 1944 folgten die Rückzugskämpfe zum Dnjepr im Raum Schlobin.
Während der Zusammenbruch der Heeresgruppe Mitte und dem sowjetischen Durchbruch an der Straße Rogatschew-Bobruisk war die Division Teil des XXXV. Armeekorps und Ende Juni 1944 mit der gesamten 9. Armee eingeschlossen, vernichtet und am 18. Juli 1944 offiziell aufgelöst.

## 6. Grenadier-Division
Später wurden die Reste mit der 552. Grenadier-Division zur 6. Grenadier-Division vereint.
Am 10. März 1945 wurde die 6. Infanterie-Division aus den Resten der 6. Volksgrenadier-Division, der 291. Infanterie-Division und der Schatten-Division Dresden wieder aufgestellt. Sie beteiligte sich an der Schlacht um Lauban, wo sie im Mai 1945 aufgelöst wurde.

## Kriegsverbrechen
Der Kommandeur des Infanterie-Regiments 18 Carl Becker wurde 1945 in sowjetischer Kriegsgefangenschaft von einem Militärgericht in einem Kriegsverbrecherprozess in Kalinin zu einer Haftstrafe von 25 Jahren verurteilt. Als Grund wurde sein Verhalten als Stadtkommandant von Rschew 1941 bis 1942 angegeben.

## Gliederung

### Aufstellung Infanterieführer VI Oktober 1934
| Verband                                                                               | Kommandeur                                          |
| ------------------------------------------------------------------------------------- | --------------------------------------------------- |
| Infanterie-Regiment Oldenburg (später Infanterie-Regiment 16/22. Infanterie-Division) | Oberst Athos von Schauroth (bis 30. September 1936) |
| Infanterie-Regiment Osnabrück (später Infanterie-Regiment 37)                         | Oberst Kurt Beuttel (bis 1. Februar 1937)           |
| Artillerie-Regiment Minden (später Artillerie-Regiment 6)                             | k. A.                                               |
| Pionier-Bataillon Minden (später Pionier-Bataillon 6)                                 | k. A.                                               |
| Nachrichten-Abteilung Hannover (später Nachrichtenabteilung 6)                        | k. A.                                               |

### September 1939
| Verband                     | Standorte                         | Kommandeur                 |
| --------------------------- | --------------------------------- | -------------------------- |
| Infanterie-Regiment 18 ⁽¹⁾  | Bielefeld und Detmold             | Oberst Edler von Daniels   |
| Infanterie-Regiment 37 ⁽²⁾  | Osnabrück und Lingen              | Oberst von Hartmann        |
| Infanterie-Regiment 58      | Herford, Minden und Bückeburg ⁽³⁾ | Oberst Windeck             |
| Pionier-Bataillon 6         | Minden                            | Major Wiese                |
| Panzerabwehrabteilung 6     | Herford                           | Major Lederer              |
| Nachrichtenabteilung 6      | Bielefeld                         | Major Busch                |
| Sanitätsabteilung 6         | Bielefeld                         | Oberstarzt Walter          |
| Artilleriekommandeur 6      | Bielefeld                         | Generalleutnant Pellengahr |
| Artillerie-Regiment 6       | Osnabrück, Lingen und Minden      | Oberst Steibauer           |
| Artillerie-Regiment 42 (I.) | Bielefeld                         | Oberstleutnant Kruse       |
| Beobachtungs-Abteilung 6    | Lemgo                             | Major Froben               |

⁽¹⁾ – Chef wurde am 1. November 1938 der verabschiedete Generaloberst Gerd von Rundstedt
⁽²⁾ – dessen II. Bataillon wurde 1936 aus der preußischen Landespolizei gebildet und behielt die frühere Fahne der Polizei
⁽³⁾ – III. Bataillon = „Bückeburger Jäger“, in Traditionsübernahme des Westfälischen Jäger-Bataillons Nr. 7

### Dezember 1943
- Grenadierregiment 18
- Grenadierregiment 37
- Grenadierregiment 58
- Artillerie-Regiment 6
- I. / Artillerie-Regiment 42
- Füsilier-Bataillon 6
- Panzerjäger-Abteilung 6
- Pionier-Bataillon 6
- Kommandeur der Infanterie-Divisions-Nachschubtruppen 6

### September 1944
- Grenadier-Regiment 18
- Grenadier-Regiment 37
- Grenadier-Regiment 58
- Artillerie-Regiment 6
- I./ Artillerie-Regiment 42
- Divisions-Versorgungs-Regiment 6

### Oktober 1944
- Volksgrenadier-Regiment 18
- Volksgrenadier-Regiment 37
- Volksgrenadier-Regiment 58
- Füsilier-Battalion 6
- Artillerie-Regiment 6
- I./Artillerie-Regiment 42
- Divisions-Versorgungs-Regiment 6

### April 1945

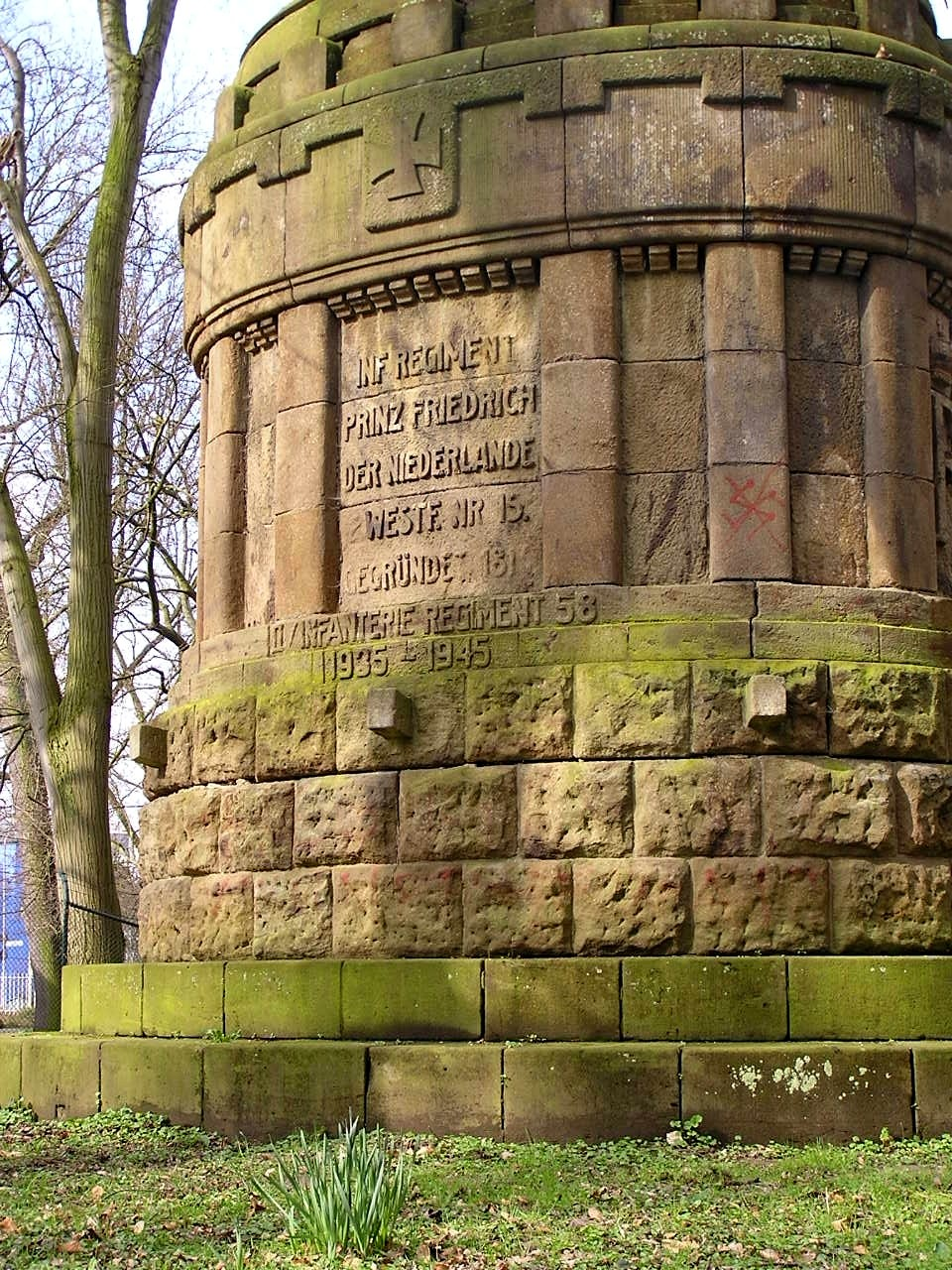
Das Denkmal an das Infanterie-Regiment Nr. 15 wurde später nach 1945 um eine Widmung an das II./ IR 58 erweitert

- Grenadier-Regiment 18
- Grenadier-Regiment 37
- Grenadier-Regiment 58
- Füsilier-Bataillon 6
- Artillerie-Regiment 6
- Pionier-Bataillon 6
- Divisions-Versorgungs-Regiment 6

## Kommandeure
| Datum                   | Dienstgrad                   | Name                       |
| ----------------------- | ---------------------------- | -------------------------- |
| 1. Februar 1935         | Generalmajor                 | Konrad von Goßler          |
| 15. Mai 1935            | Generalmajor/Generalleutnant | Walter Kuntze              |
| 1. März 1938            | Generalleutnant              | Arnold von Biegeleben      |
| 10. Oktober 1940        | Generalleutnant              | Gustav Hundt               |
| 14. Oktober 1940        | Generalmajor/Generalleutnant | Helge Auleb                |
| 25. Januar 1942         | Generalmajor/Generalleutnant | Horst Großmann             |
| 16. Dezember 1943       | Generalmajor                 | Egon von Neindorff         |
| 12. Januar 1944         | Oberst                       | Alexander Conrady          |
| 19. Januar 1944         | Oberst                       | Günther Klammt             |
| Februar 1944            | Generalleutnant              | Horst Großmann             |
| Juni 1944               | Generalleutnant              | Walter Heyne               |
| Juli 1944 bis März 1945 | Division nicht aufgestellt   | Division nicht aufgestellt |
| März 1945               | Generalmajor/Generalleutnant | Otto-Hermann Brücker       |
| 4. Mai 1945             | Generalmajor                 | Friedrich-Wilhelm Liegmann |

## Generalstabsoffiziere Ia
| Datum              | Dienstgrad           | Name                     |
| ------------------ | -------------------- | ------------------------ |
| 1. September 1939  | Oberstleutnant i. G. | Siegfried von Waldenburg |
| 5. Februar 1940    | Oberstleutnant i. G. | Walter Reissinger        |
| 17. Juni 1940      | Major i. G.          | Heinz Pomtow             |
| 7. Februar 1941    | Major i. G.          | Hans Laßmann             |
| 10. September 1941 | Oberstleutnant i. G. | Friedrich-Wilhelm John   |
| Januar 1943        | Oberstleutnant i. G. | Hans Gerstung            |
| August 1943        | Oberstleutnant i. G. | Hans-Thilo Mittermüller  |
| April 1944         | Major i. G.          | Franz Steinhart-Hantken  |
| 10. März 1945      | Oberstleutnant i. G. | Johann Heitzmann         |

In der Division dienten die beiden Widerstandskämpfer des 20. Juli 1944 Georg Freiherr von Boeselager († 1944, gefallen) im Kavallerieregiment 15 und Günther Smend († 1944 in Berlin-Plötzensee) im Infanterieregiment 18.

## Unterstellung und Einsatzräume
| Datum          | Korps     | Armee          | Heeresgruppe | Einsatzraum           |
| -------------- | --------- | -------------- | ------------ | --------------------- |
| September 1939 | Reserve   | 1. Armee       | C            | Saarpfalz             |
| Oktober 1939   | XXIV.     | 1. Armee       | C            | Saarpfalz             |
| Januar 1940    | Reserve   | 16. Armee      | A            | Mosel                 |
| Mai 1940       | Reserve   | 16. Armee      | A            | Mosel                 |
| Juni 1940      | XXXVIII.  | 4. Armee       | B            | Somme, Loire          |
| Juli 1940      | VI.       | 4. Armee       | B            | Frankreich            |
| September 1940 | II.       | 6. Armee       | C            | Frankreich            |
| November 1940  | II.       | 6. Armee       | D            | Frankreich            |
| März 1941      | XXVIII.   | 6. Armee       | D            | Frankreich            |
| April 1941     | VI.       | 18. Armee      | B            | Ostpreußen            |
| Mai 1941       | VI.       | 9. Armee       | B            | Ostpreußen            |
| Juni 1941      | VI.       | 9. Armee       | Mitte        | Witebsk               |
| Oktober 1941   | XXXXI.    | Panzergruppe 3 | Mitte        | Kalinin               |
| November 1941  | VI.       | 9. Armee       | Mitte        | Rschew                |
| November 1942  | XXVII.    | 9. Armee       | Mitte        | Rschew                |
| April 1943     | XXXIX.    | 4. Armee       | Mitte        | Smolensk              |
| Juni 1943      | Reserve   | 2. Panzerarmee | Mitte        | Smolensk              |
| Juli 1943      | XXXXVII.  | 9. Armee       | Mitte        | Orel, Kursk           |
| September 1943 | XX.       | 2. Armee       | Mitte        | Desna                 |
| Oktober 1943   | XX.       | 2. Armee       | Mitte        | südlich Gomel         |
| Dezember 1943  | LV.       | 9. Armee       | Mitte        | südlich Gomel         |
| Januar 1944    | XXXV.     | 9. Armee       | Mitte        | Schlobin, Bobruisk    |
| Juni 1944      | XXXV.     | 9. Armee       | Mitte        | südlich Rogatschew    |
| August 1944    | XXXXVI.   | 9. Armee       | Mitte        | Warschau, Radom       |
| September 1944 | VIII.     | 9. Armee       | Mitte        | südl. Warschau, Radom |
| Februar 1945   | Friedrich | 4. Panzerarmee | Mitte        | Schlesien             |
| März 1945      | XXXIX.    | 17. Armee      | Mitte        | Schlesien             |
| April 1945     | LVII.     | 17. Armee      | Mitte        | Schlesien             |